# Angsüß
Angsüß ist ein Dorf in der Gemeinde Diersbach in Oberösterreich (Bezirk Schärding). Die Ortschaft hat 42 Einwohner (Stand 1. Jänner 2024).

## Geographie
Angsüß ist ein Dorf der Gemeinde Diersbach, das rund vier Kilometer östlich des Ortszentrums von Diersbach entfernt im südöstlichen Bereich des Gemeindegebietes an einem Bogen der Pfuda liegt. Das Dorf ist von der Sighartinger Bezirksstraße (L 1139) im Westen und der Enzenkirchener Bezirksstraße (L 1135) im Osten erreichbar. Nachbarorte von Angsüß sind Hochegg im Norden, Mörstalling und Unterholzen im Westen (alle Gemeinde Diersbach), Standler (Gemeinde Sigharting) und Kreilheitzing (Gemeinde Enzenkirchen) im Süden und Kenading (Gemeinde Enzenkirchen) im Osten.

## Geschichte und Bevölkerung
Urkundlich wurde Angsüß zwischen 788 und 790 als Aninsezza erstmals urkundlich genannt, womit der Ortsteil bzgl. der ersten Nennung der älteste Ortsteil von Diersbach ist. Der Name wird dabei von sezza, dem althochdeutschen Wort für „Besitz“ und dem Besitzernamen Anno hergeleitet, womit der Ortsname vom „Besitz des Anno“ herzuleiten ist. Spätere Namensformen der Ortschaft sind Annensiezen und Angesiez. Angsüß war im 12. und 13. Jahrhundert Sitz eines freien Adels, wobei vermutet wird, dass der 1170 urkundlich belegte Walther de Aichae auf dem Aichingergut in Angersüß lebte. Wahrscheinlicher ist jedoch, das der Adelige in Zusammenhang mit der Ortschaft Aichet in St. Willibald steht. Das ehemalige Jungergut verlor Ende des 19. Jahrhunderts seine Gründe, wodurch nur noch das Kramerhaus bestehen blieb. Dieses gehört jedoch heute zum Mitterhausergut. Das alleinstehende Aichingergut wurde 1871 von Diersbach nach Sigharting ausgepfarrt.
In Angsüß lebten 1869 54 Menschen in zehn Häusern. Bis zum Jahr 1910 stieg die Einwohnerzahl auf 62 Personen, wobei die Ortschaft auf 11 Gebäude angewachsen war. Zu diesem Zeitpunkt lebten lediglich Katholiken in der Gemeinde, das Geschlechterverhältnis war ausgeglichen. Bis 1923 stieg die Einwohnerzahl des Dorfes leicht auf 64 Personen, wobei die Anzahl der Gebäude mit 10 nahezu gleich geblieben war. 1951 lebten nur noch 50 Menschen in Angsüß, wobei die Zahl der Gebäude neuerlich leicht auf nunmehr neun Gebäude geschrumpft war. Angsüß wurde jedoch in diesem Jahr erstmals als Weiler ausgewiesen. Die Einwohnerzahl sank in der Folge bis 1981 weiter leicht auf 47 Personen ab, jedoch wurde nun zwischen dem Dorf Angsüß mit 12 Gebäuden und 40 Bewohnern und dem Hof Aichinger mit einem Gebäude und sieben Bewohnern unterschieden. 2001 hatte Angsüß 16 Gebäude und 52 Einwohner. Neben 14 Haushalten wies Angsüß eine Arbeitsstätte und zudem sieben land- und forstwirtschaftliche Betriebsstätten auf. 2011 beherbergte die Ortschaft 45 Einwohner.

## Bauwerke
Angsüß beherbergt zwei Kapellen. Die ältere der beiden Sakralbauten steht neben dem Pfudabach und wurde 1873 von den Besitzern des Mitterhausergutes Martin und Franziska Zauner errichtet. Daher hat die kleine Kapelle auch den Namen „Mitterhauser-Kapelle“. Der Überlieferung nach soll der Getreidehändler Martin Zauner bei einem seiner Transporte über die Donau fast verunglückt sein, wobei er in seiner Not das Gelübde ablegte, im Fall seiner Rettung eine Kapelle zu bauen. Die zweite Dorfkapelle entstand zwischen 1994 und 1995 anlässlich der Jubiläumsfeier „1200 Jahre Angsüß“. Die sogenannte „Ebner-Kapelle“ wurde dabei von den Dorfbewohnern gebaut, wobei als Hauptinitiator und -financier Alois Schlöglmann sen. vom Ebnergut fungierte. Errichtet wurde die Kapelle im ehemaligen Hausgarten des Ebnergutes, da dort Mauerreste und diverse Kirchengerätschaften einer ehemaligen Hauskapelle des Edelsitzes der Angsüßer entdeckt worden waren.